# 2002-es síkvízi kajak-kenu világbajnokság
A 2002-es síkvízi kajak-kenu világbajnokságot a spanyolországi Sevillában rendezték meg. Ez volt a 32. kajak-kenu világbajnokság.

## Éremtáblázat
*   Rendező
  *   Magyarország
| Helyezés | Ország           | Arany | Ezüst | Bronz | Összesen |
| -------- | ---------------- | ----- | ----- | ----- | -------- |
| 1.       | Magyarország     | 6     | 1     | 4     | 11       |
| 2.       | Németország      | 3     | 5     | 4     | 12       |
| 3.       | Lengyelország    | 3     | 4     | 3     | 10       |
| 4.       | Oroszország      | 3     | 2     | 1     | 6        |
| 5.       | Spanyolország    | 3     | 1     | 3     | 7        |
| 6.       | Szlovákia        | 3     | 0     | 0     | 3        |
| 7.       | Kuba             | 2     | 1     | 0     | 3        |
| 8.       | Románia          | 1     | 1     | 2     | 4        |
| 9.       | Norvégia         | 1     | 1     | 0     | 2        |
| 10.      | Litvánia         | 1     | 0     | 1     | 2        |
| 11.      | Ausztrália       | 1     | 0     | 0     | 1        |
| 11.      | Svédország       | 1     | 0     | 0     | 1        |
| 13.      | Kanada           | 0     | 3     | 2     | 5        |
| 14.      | Csehország       | 0     | 2     | 0     | 2        |
| 15.      | Bulgária         | 0     | 1     | 2     | 3        |
| 16.      | Fehéroroszország | 0     | 1     | 1     | 2        |
| 16.      | Üzbegisztán      | 0     | 1     | 1     | 2        |
| 18.      | Argentína        | 0     | 1     | 0     | 1        |
| 18.      | Kína             | 0     | 1     | 0     | 1        |
| 20.      | Olaszország      | 0     | 0     | 2     | 2        |
| 21.      | Izrael           | 0     | 0     | 1     | 1        |
| Összesen | Összesen         | 28    | 26    | 27    | 81       |

## Eredmények

### Férfiak

#### Kenu
| Versenyszám | Arany                                                                                    | Arany   | Ezüst                                                                                          | Ezüst   | Bronz | Bronz   |
| ----------- | ---------------------------------------------------------------------------------------- | ------- | ---------------------------------------------------------------------------------------------- | ------- | --- | ------- |
| C1 200 m    | Makszim Opalev · Oroszország                                                             | 39,25   | Andrzej Jezierski · Lengyelország                                                              | 39,84   | Christian Gille · Németország                                                                                         | 40,17   |
| C1 500 m    | Makszim Opalev · Oroszország                                                             | 1:50,59 | Kolonics György · Magyarország                                                                 | 1:51,63 | Andreas Dittmer · Németország                                                                                         | 1:51,84 |
| C1 1000 m   | Andreas Dittmer · Németország                                                            | 3:49,03 | Makszim Opalev · Oroszország                                                                   | 3:49,64 | Steve Giles · Kanada                                                                                                  | 3:50,73 |
| C2 200 m    | Ibrahim Rojas · Ledi Balceiro · Kuba                                                     | 37,02   | Petr Fuksa · Petr Netušil · Csehország                                                         | 37,10   | Mikhail Vartolemei · Ionel Averian · Románia                                                                          | 37,24   |
| C2 500 m    | Ibrahim Rojas · Ledi Balceiro · Kuba                                                     | 1:43,46 | Florian Popescu · Silviu Simioncencu · Románia                                                 | 1:43,96 | Szergej Ulegin · Alekszandr Kosztoglod · Oroszország                                                                  | 1:44,28 |
| C2 1000 m   | Marcin Kobierski · Michał Śliwiński · Lengyelország                                      | 3:32,45 | Ibrahim Rojas · Ledi Balceiro · Kuba                                                           | 3:33,67 | Richard Dalton · Mike Scarola · Kanada                                                                                | 3:33,96 |
| C4 200 m    | Makszim Opalev · Roman Krugljakov · Szergej Ulegin · Alekszandr Kosztoglod · Oroszország | 33,65   | Petr Fuksa · Jan Břečka · Petr Procházka · Karel Kožíšek · Csehország                          | 33,96   | Mikhail Vartolemei · Ionel Averian · Mitică Pricop · Petra Condrat · Románia                                          | 34,23   |
| C4 500 m    | Mikhail Vartolemei · Ionel Averian · Mitică Pricop · Florin Popescu · Románia            | 1:34,75 | Konsztantyin Fomicsov · Alekszandr Artyemida · Roman Krugljakov · Andrej Kabanov · Oroszország | 1:35,23 | Daniel Jędraszko · Adam Ginter · Michał Śliwiński · Marcin Grzybowski · Lengyelország                                 | 1:35,33 |
| C4 1000 m   | Andrzej Jezierski · Adam Ginter · Michal Gajowink · Roman Rykiewicz · Lengyelország      | 3:17,79 | Dimitri Joukovski · Maxim Boilard · Tamas Buday · Attila Buday · Kanada                        | 3:18,12 | Aljakszandar Zsukovszki · Aljakszandr Kurljandcsik · Aljakszandr Bahdanovics · Szjamjon Szapanenka · Fehéroroszország | 3:18,42 |

A C1 200 méteren eredetileg ezüstérmes ukrán Dmitro Sablint megfosztották érmétől, mert szervezetében marihuánaszármazékot mutattak ki.

#### Kajak
| Versenyszám | Arany | Arany   | Ezüst                                                                                                | Ezüst   | Bronz                                                                        | Bronz   |
| ----------- | --- | ------- | --- | ------- | ---------------------------------------------------------------------------- | ------- |
| K1 200 m    | Ronald Rauhe · Németország | 35,13   | Anton Ryakhov · Üzbegisztán                                                                          | 35,41   | Romas Petrukanecas · Litvánia                                                | 35,66   |
| K1 500 m    | Nathan Baggaley · Ausztrália | 1:39,90 | Petar Merkov · Bulgária                                                                              | 1:40,20 | Anton Ryakhov · Üzbegisztán                                                  | 1:40,56 |
| K1 1000 m   | Eirik Verås Larsen · Norvégia | 3:27,58 | Javier Correa · Argentína                                                                            | 3:28,27 | Adam Seroczyński · Lengyelország                                             | 3:28,40 |
| K2 200 m    | Alvydas Duonėla · Egidijus Balčiūnas · Litvánia | 32,40   | Marek Twardowski · Adam Wysocki · Lengyelország                                                      | 32,55   | Ronald Rauhe · Tim Wieskötter · Németország                                  | 32,78   |
| K2 500 m    | Ronald Rauhe · Tim Wieskötter · Németország | 1:31,90 | Adam Wysocki · Marek Twardowski · Lengyelország                                                      | 1:32,45 | Kammerer Zoltán · Storcz Botond · Magyarország                               | 1:32,79 |
| K2 1000 m   | Markus Oscarsson · Henrik Nilsson · Svédország | 3:12,62 | Eirik Verås Larsen · Nils Fjeldheim · Norvégia                                                       | 3:13,69 | Vereckei Ákos · Veréb Krisztián · Magyarország                               | 3:14,43 |
| K4 200 m    | Martin Chorváth · Rastislav Kužel · Ladislav Belovič · Juraj Lipták · Szlovákia · Manuel Muñoz · Jaime Acuña · Aike González · Oier Aizpurua · Spanyolország | 30,154  | |         | Fehérvári Vince · Hegedűs Róbert · Horváth Gábor · Beé István · Magyarország | 30,37   |
| K4 500 m    | Richard Riszdorfer · Michal Riszdorfer · Vlček Erik · Juraj Bača · Szlovákia                                                                                 | 1:22,89 | Raman Petrusenka · Aljakszej Szkurkovszkij · Aljakszej Abalmaszav · Vadzim Mahnev · Fehéroroszország | 1:23,21 | Manuel Muñoz · Jaime Acuña · Aike González · Oier Aizpurua · Spanyolország   | 1:23,65 |
| K4 1000 m   | Richard Riszdorfer · Michal Riszdorfer · Vlček Erik · Juraj Bača · Szlovákia                                                                                 | 2:52,83 | Mark Zabel · Björn Bach · Stefan Ulm · Andreas Ihle · Németország                                    | 2:52,91 | Petar Merkov · Milko Kazanov · Ivan Hristov · Yordano Yordanov · Bulgária    | 2:53,99 |

### Nők

#### Kajak
| Versenyszám | Arany                                                                                   | Arany   | Ezüst                                                                                  | Ezüst   | Bronz                                                                                  | Bronz   |
| ----------- | --------------------------------------------------------------------------------------- | ------- | -------------------------------------------------------------------------------------- | ------- | -------------------------------------------------------------------------------------- | ------- |
| K1 200 m    | Teresa Portela · Spanyolország                                                          | 40,69   | Caroline Brunet · Kanada                                                               | 41,42   | Elżbieta Urbańczyk · Lengyelország                                                     | 41,71   |
| K1 500 m    | Kovács Katalin · Magyarország                                                           | 1:52,11 | Caroline Brunet · Kanada                                                               | 1:52,48 | Josefa Idem · Olaszország                                                              | 1:53,06 |
| K1 1000 m   | Kovács Katalin · Magyarország                                                           | 3:53,34 | Katrin Wagner · Németország                                                            | 3:53,92 | Josefa Idem · Olaszország                                                              | 3:54,77 |
| K2 200 m    | Beatriz Manchon · Sonia Molanes · Spanyolország                                         | 37,67   | Aneta Pastuszka · Joanna Skowroń · Lengyelország                                       | 37,83   | Bonka Pindzseva · Deljana Dacseva · Bulgária                                           | 37,89   |
| K2 500 m    | Szabó Szilvia · Bóta Kinga · Magyarország                                               | 1:43,60 | Katrin Wagner · Manuela Mucke · Németország                                            | 1:44,69 | Sonia Molanes · Beatriz Manchón · Spanyolország                                        | 1:45,25 |
| K2 1000 m   | Szabó Szilvia · Bóta Kinga · Magyarország                                               | 3:37,25 | Nadine Opgen-Rhein · Manuela Mucke · Németország                                       | 3:38,57 | Adi Gafni · Larissa Pessakhovitch · Izrael                                             | 3:42,16 |
| K4 200 m    | Janics Natasa · Szabó Szilvia · Bóta Kinga · Paksy Tímea · Magyarország                 | 34,48   | Teresa Portela · Sonia Molanes · Beatriz Manchón · María Isabel García · Spanyolország | 34,64   | Katrin Wagner · Anett Schuck · Manuela Mucke · Maike Nollen · Németország              | 35,85   |
| K4 500 m    | Kovács Katalin · Szabó Szilvia · Bóta Kinga · Viski Erzsébet · Magyarország             | 1:35,72 | Katrin Wagner · Anett Schuck · Manuela Mucke · Maike Nollen · Németország              | 1:37,17 | Teresa Portela · Sonia Molanes · Beatriz Manchón · María Isabel García · Spanyolország | 1:37,33 |
| K4 1000 m   | Aneta Pastuszka · Joanna Skowroń · Karolina Sadalska · Aneta Białkowska · Lengyelország | 3:17,00 | Zhong Hongyan · Fan Lina · Gao Li · Xu Linbei · Kína                                   | 3:17,19 | Paksy Tímea · Moni Katalin · Keresztesi Alexandra · Viski Erzsébet · Magyarország      | 3:18,48 |

## A magyar csapat
A 2002-es magyar vb keret tagjai:
| férfiak kajak | férfiak kajak                                             | férfiak kajak |
| ------------- | --------------------------------------------------------- | ------------- |
| K1 200 m      | Fehérvári Vince                                           | 6.            |
| K2 200 m      | Fehérvári Vince Hegedűs Róbert                            | 4.            |
| K4 200 m      | Fehérvári Vince Hegedűs Róbert Horváth Gábor Beé István   | Bronzérem     |
| K1 500 m      | Vereckei Ákos                                             | 7.            |
| K2 500 m      | Kammerer Zoltán Storcz Botond                             | Bronzérem     |
| K4 500 m      | Gyökös Lajos Borhi Zsombor Kökény Roland Hegedüs Róbert   | 8.            |
| K1 1000 m     | Borhi Zsombor                                             | 7.            |
| K2 1000 m     | Vereckei Ákos Veréb Krisztián                             | Bronzérem     |
| K4 1000 m     | Kammerer Zoltán Storcz Botond Kökény Roland Horváth Gábor | 4.            |

| férfi kenu | férfi kenu                                                | férfi kenu |
| ---------- | --------------------------------------------------------- | ---------- |
| C1 200 m   | Malomsoki Sándor                                          | 9.         |
| C2 200 m   | Malomsoki Sándor Vasali László                            | 5.         |
| C4 200 m   | Malomsoki Sándor Vasali László Kolonics György Iván Gábor | 4.         |
| C1 500 m   | Kolonics György                                           | Ezüstérem  |
| C2 500 m   | Fürdök Gábor Hüttner Csaba                                | 8.         |
| C4 500 m   | Kozmann György Belicza Béla Iván Gábor Malomsoki Sándor   | 4.         |
| C1 1000 m  | Kolonics György                                           | 8.         |
| C2 1000 m  | Fürdök Gábor Hüttner Csaba                                | 8.         |
| C4 1000 m  | Novák Ferenc Belicza Béla Iván Gábor Kozmann György       | 5.         |

| nők kajak | nők kajak                                                    | nők kajak |
| --------- | ------------------------------------------------------------ | --------- |
| K1 200 m  | Janics Natasa                                                | 4.        |
| K2 200 m  | Kovács Katalin Paksy Tímea                                   | 4.        |
| K4 200 m  | Janics Natasa Szabó Szilvia Bóta Kinga Paksy Tímea           | Aranyérem |
| K1 500 m  | Kovács Katalin                                               | Aranyérem |
| K2 500 m  | Szabó Szilvia Bóta Kinga                                     | Aranyérem |
| K4 500 m  | Kovács Katalin Szabó Szilvia Bóta Kinga Viski Erzsébet       | Aranyérem |
| K1 1000 m | Kovács Katalin                                               | Aranyérem |
| K2 1000 m | Szabó Szilvia Bóta Kinga                                     | Aranyérem |
| K4 1000 m | Paksy Tímea Móni Katalin Viski Erzsébet Keresztesi Alexandra | Bronzérem |